# Жак Белланж
Жак Белланж (фр. Jacques Bellange, бл. 1575 — 1616, Лотарингія) — французький художник і графік  з князівства Лотарингія.

## Історія вивчення
Тривалий час для досліджень була відома лише друкована графіка майстра. Він поставав як провінційний послідовник маньєризму з віртуозною і доволі індивідуальною манерою. В офортах переважали біблійні сцени і у невеликій кількості сюжети світські.
Розшуки довели, що художник виконував декоративні стінописи, портрети і біблійні композиції. Трагічна історія Лотарингії з її війнами, голодомором і епідеміями привела до трагічної загибелі маси мешканців і великої кількості культурних скарбів країни в XVII столітті. Знайти його картини так і не вдалося. Більша їх частина зникла. Незважаючи на знахідку декількох картин, приписаних майстру, він був і залишається маловідомим художником XVII століття.

## Канва біографії
Відомостей про день і рік народження майбутнього художника не збережено, як невідоме і його походження. Більшість французьких дослідників припускає, що він народився на півдні князівства Лотарингія неподалік зміцненого фортецею селища Ла Мот у районі Басіньї, відомого як Белланж. Звідси виводять походження його прізвища. До того ж, у архівах знайдена згадка про молодого художника-початківця, датована 1595 роком.
Селище було поруйноване у часи війни 1645 року і нині не існує. Якщо припустити, що він покинув селище у віці близько 20 років заради учнівства у столичному місті Нансі, то його рік народження рахують з 1575 року або трохи раніше.
Він згаданий у Нансі у 1602 році. Він вже мав замовників у Нансі і його згадували як лицаря. Останнє навело на думку, що він міг бути позашлюбною дитиною якогось шляхетного пана, котрий поклопотався, щоби у сина була неважка робота і необтяжливий заробіток. Можливо, в період до 1602 року він перебував десь за кордонами Лотарингії і повернувся до Нансі митцем, що стажувався у якійсь країні. Він стане одним із п'яти придворних художників герцога Лотарингії. Відомо, що він отримував зарплатню, більшу за інших, ймовірно, сюди входили платня за декоративні роботи і додатки за працю камердинером герцога.
Був зв'язок із видавцем і торговцем з міста Кельн паном Кріспіном де Рассе, що навело на думку, що і Жак міг відвідати Кельн, хоча би на нетривалий період. Можливо, він відвідав і інші країни, бо познайомився із стилістикою караваджизму в його провінційному варіанті. Знайомство зі стилістиками маньєризму і караваджизму могло пройти і у самому Нансі, через котрий проходив шлях для декількох художників з північних країн, що повертались з Італії чи папського Риму на батьківщину.
Ймовірно, він виробився у непересічного майстра і став щонайменше придворним художником двох лотаринзьких герцогів. Відомо, що він виконував якісь декоративні роботи, але не збережені ні ті приміщення, ні ескізи до декоративних робіт. Згадують про якісь зображення мисливських сцен.
Серед творів митця — тимчасова тріумфальна арка на честь прибуття у Нансі Маргарити Гонзага, нової дружини герцога Генріха Доброго. Декоративну арку вважають першою спорудою у Нансі у класичному стилі, бо остання була прикрашена скульптурою поета Вергілія. Серед творів митця - театральна карета для балету, даного під час урочистостей на честь принцеси з Мантуї. Карету прикрашали дванадцять путті,  створені з пап'є-маше і розфарбовані художником.
На картині «Оплакування Христа з донатором і св. Карло Борромео» є два портрети реальних осіб, що доводить, що Жак Белланж був непоганим портретистом. 
Документальні свідоцтва про художника увірвалися у 1616 році, коли він помер.

## Друкована графіка
В останні роки життя зафіксована його активність як графіка. Він не припиняв малювати і частка його малюнків була переведена у офорти. В друкованій графіці переважала релігійна тематика, створена з урахуванням стилістики пізнього маньєризму. При цьому його стиль (жеманний та віртуозний) мав непересічний характер, мало або зовсім несхожий на стилістику інших митців-маньєристів.
Серед графіки — збережено декілька зображень зі світськими сюжетами. Це знову наводить на думку, що були й інші світські сюжети. Специфічним для лотаринзьких майстрів було зображення жебраків  та музикантів з рилями. Вони — така ж трагічна прикмета декількох картин іншого лотаринзця Жоржа де ла Тур.

## Власна родина
За архівними розшуками 1612 року він узяв шлюб із донькою  аптекаря — Клод Бержерон. У посаг за нареченою він отримав 6000 франків і заміський будинок Бержеронів. В родині народилось три сини.
По смерті чоловіка молода вдова наново вийшла заміж через чотири роки, бо не мала сталих прибутків для утримання синів. В новому шлюбі Клод Бержерон народила ще п'ять дітей.

## Неповний перелік знайдених картин
- «Екстаз св. Франциска Ассізького»
- «Жебрак», Художній музей Волтерс
- «Богородиця» зі сцени «Благовіщення»
- «Архангел Гавриїл» зі сцени «Благовіщення»
- «Оплакування Христа з донатором і св. Карло Борромео», Ермітаж, Санкт-Петербург

## Неповний перелік офортів Жака Белланжа
- «Бійка між паломником і гравцем на рилі»
- «Три Марії біля гробу Господнього»
- «Три католицькі святі»
- «Оплакування Христа»
- «Поклоніння волхвів»
- «Пантократор»
- «Благовіщення»
- «Мучеництво св. Лючії»
- «Балтазар, один з волхвів»
- «Мельхіор, один з волхвів»
- «Мадонна з немовлям і св. Анною»
- «Св. Родина з янголами і св. Катериною»
- «Мадонна з немовлям і Іваном Хрестителем»
- «Три вояки перед містом»
- «Каліка перехожий з рилею»

## Світські теми в гравюрі

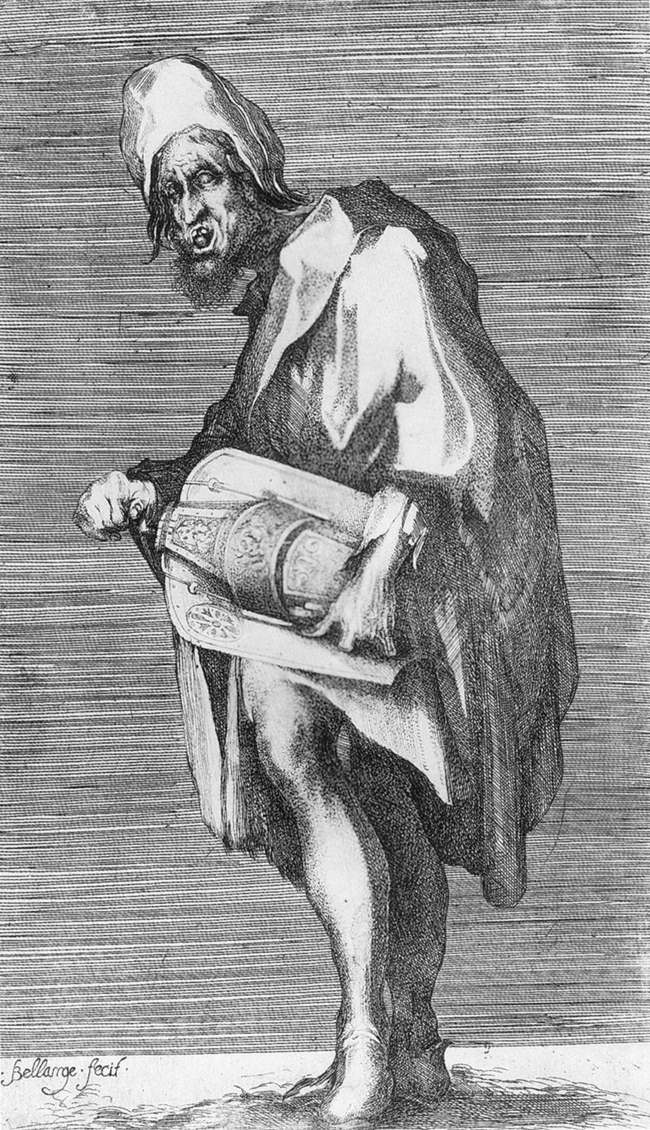
Жак Белланж. «Жебрак з рилею»
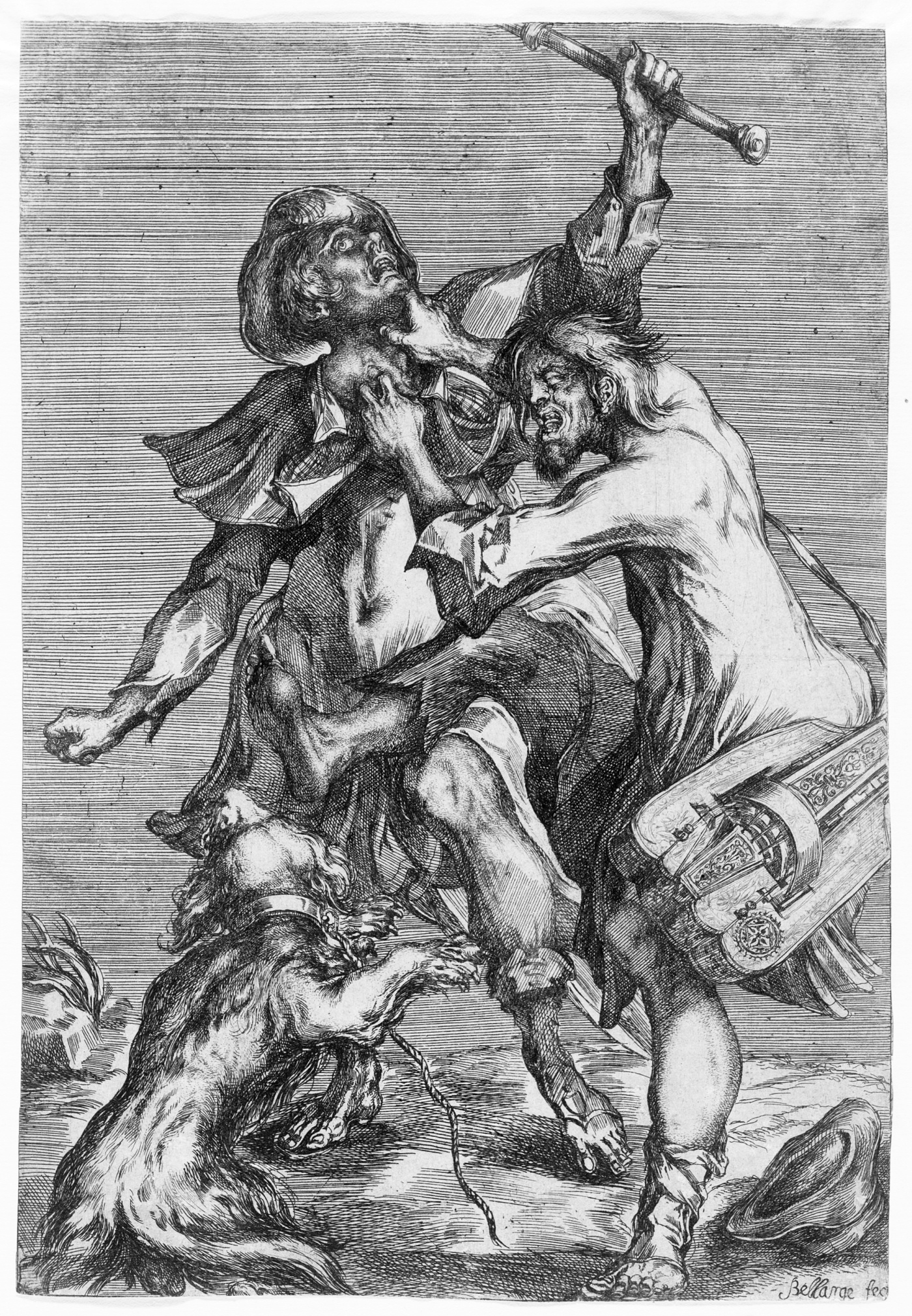
Жак Белланж. «Бійка між гравцем на рилі і пілігримом»
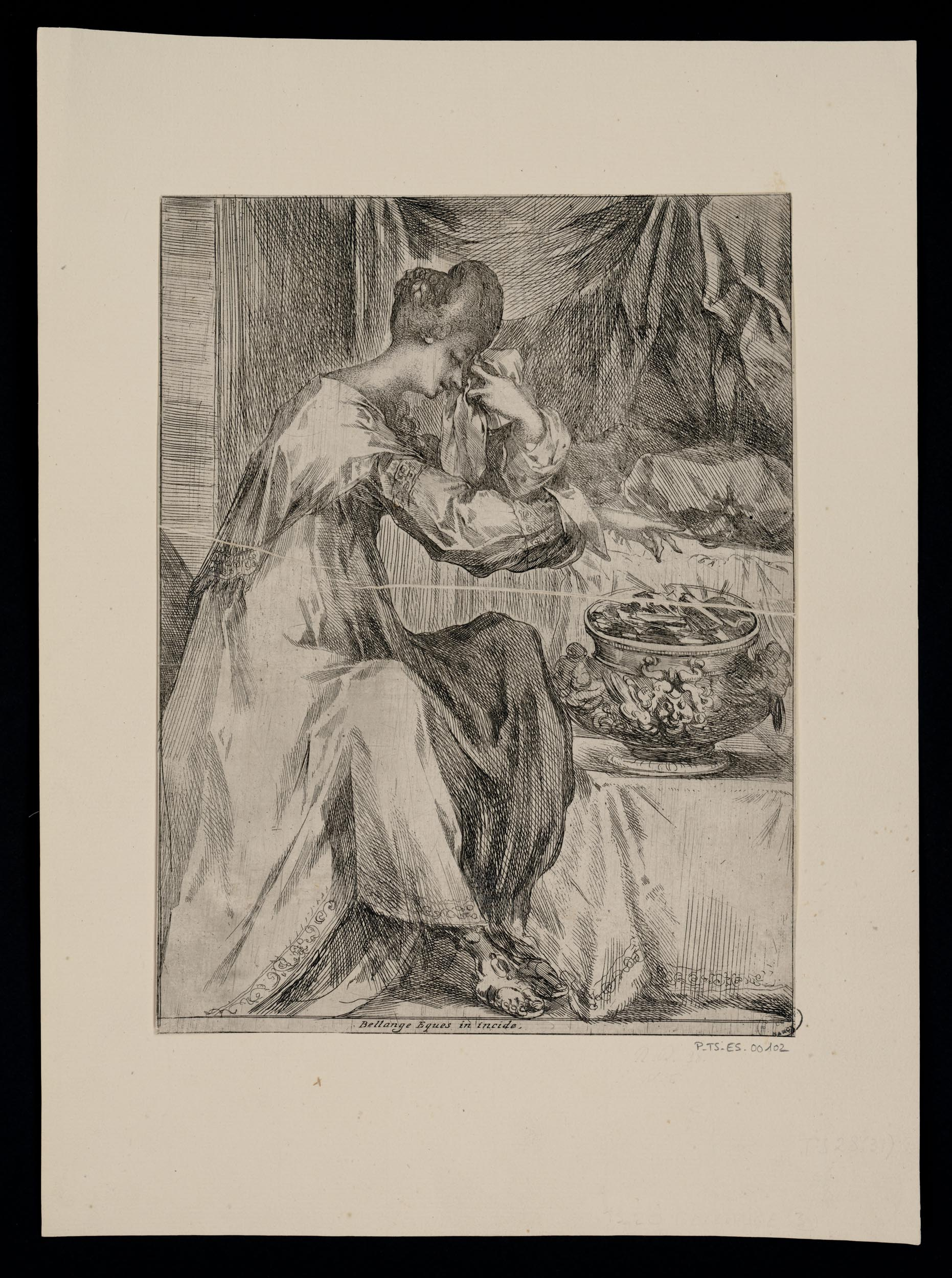
Жак Белланж. «Смерть Порції», дружини Марка Брута
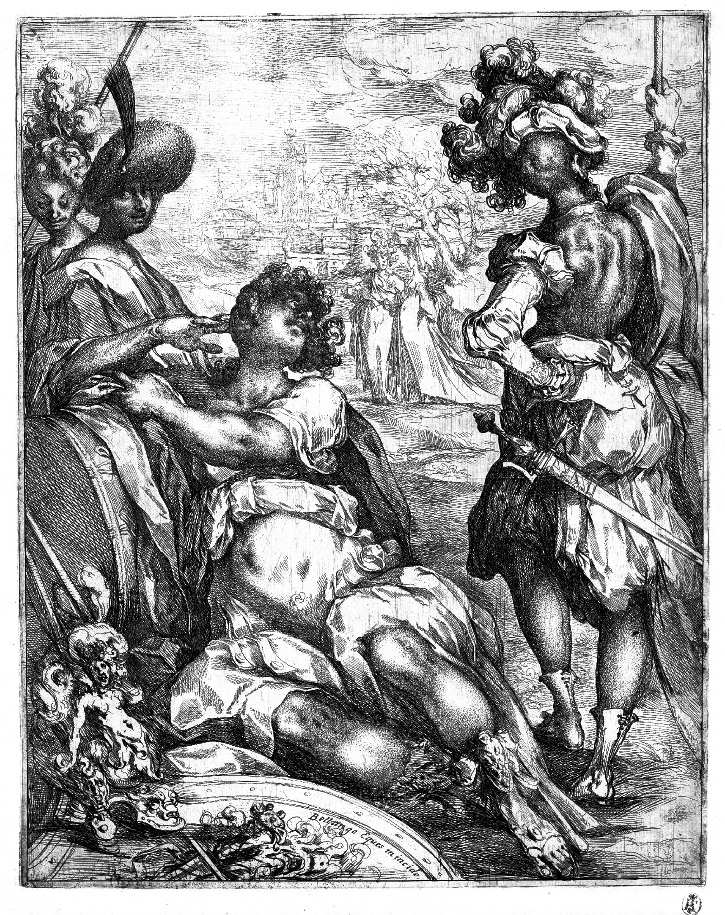
Жак Белланж. «Три вояки перед містом»

## Біблійні теми в гравюрі

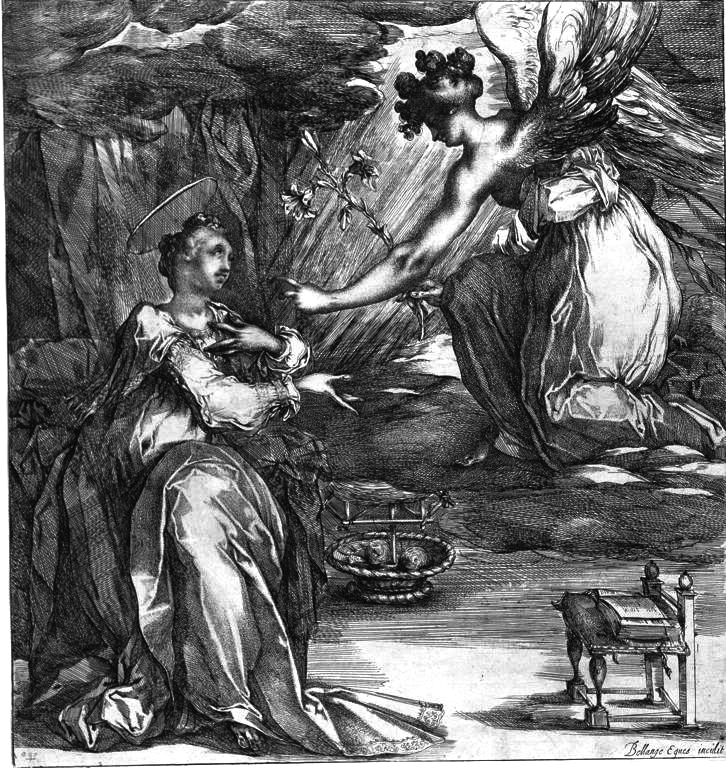
Жак Белланж. «Благовіщення»

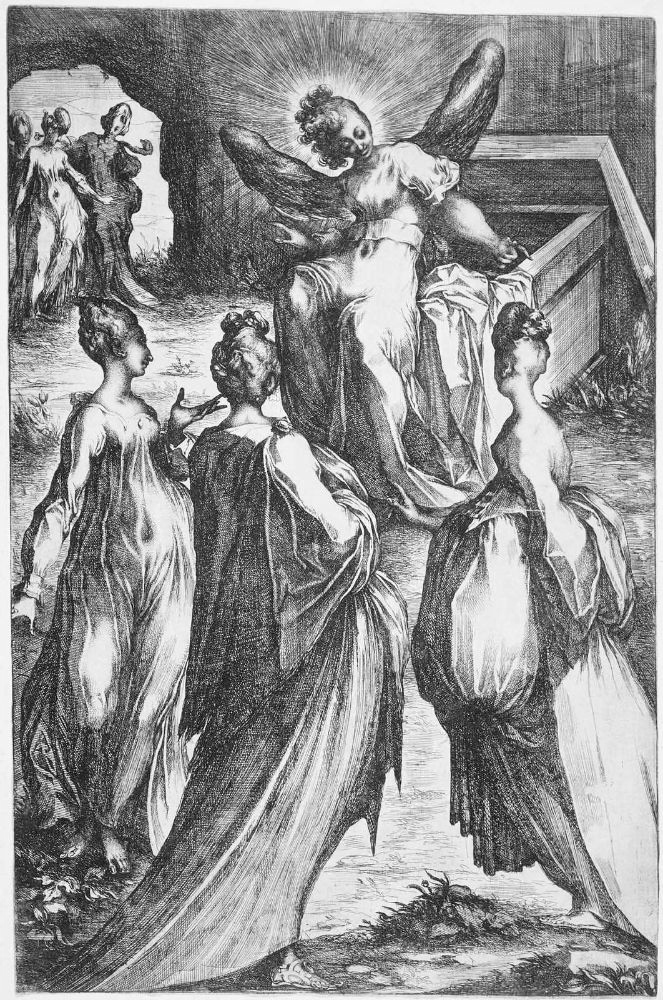
Жак Белланж. «Три Марії біля гробу Господнього»
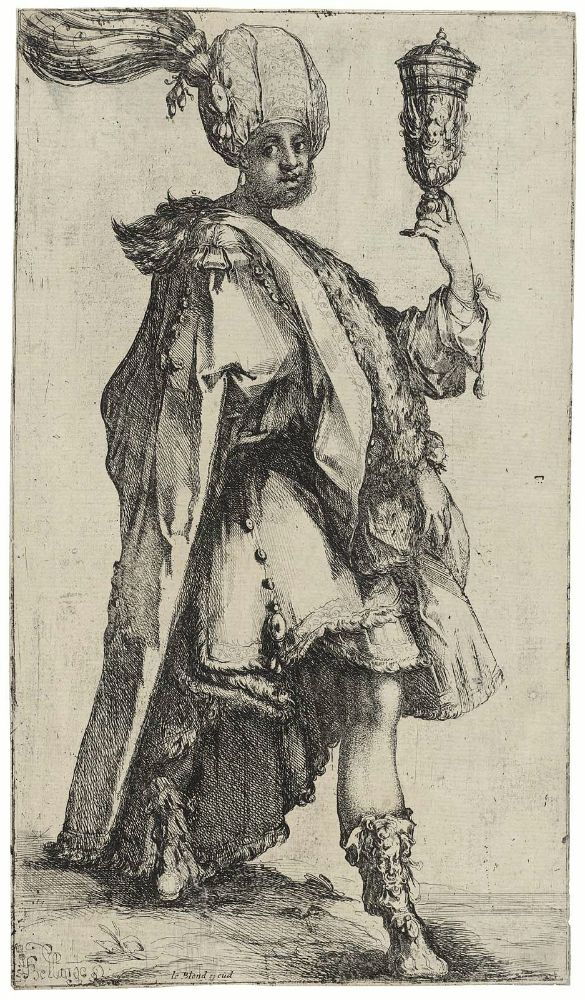
Жак Белланж. «Каспар, біблійний король Карса»
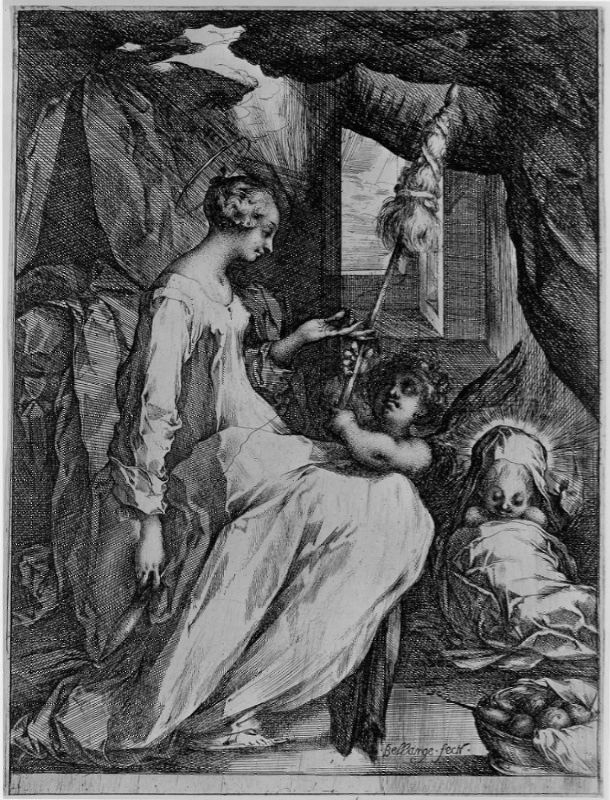
Жак Белланж. «Мадонна з немовлям і Іваном Хрестителем»
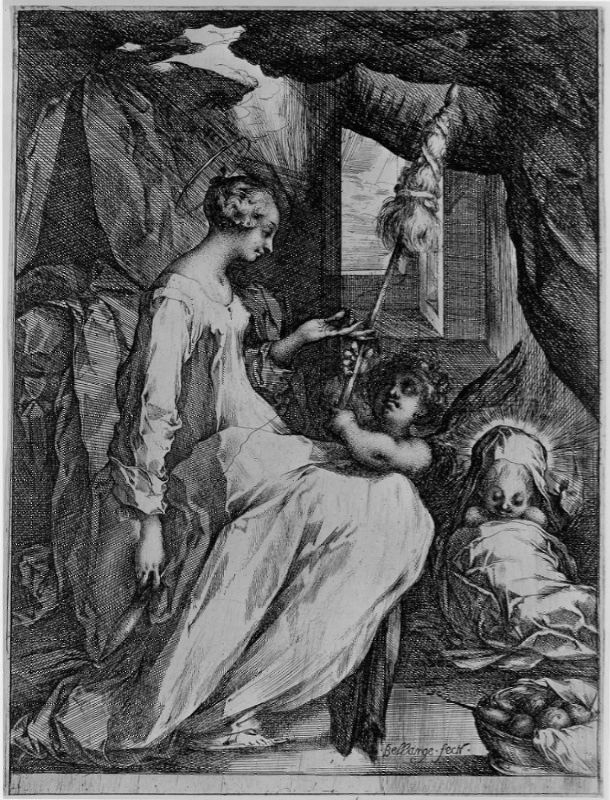
Жак Белланж. «Каспар», офорт
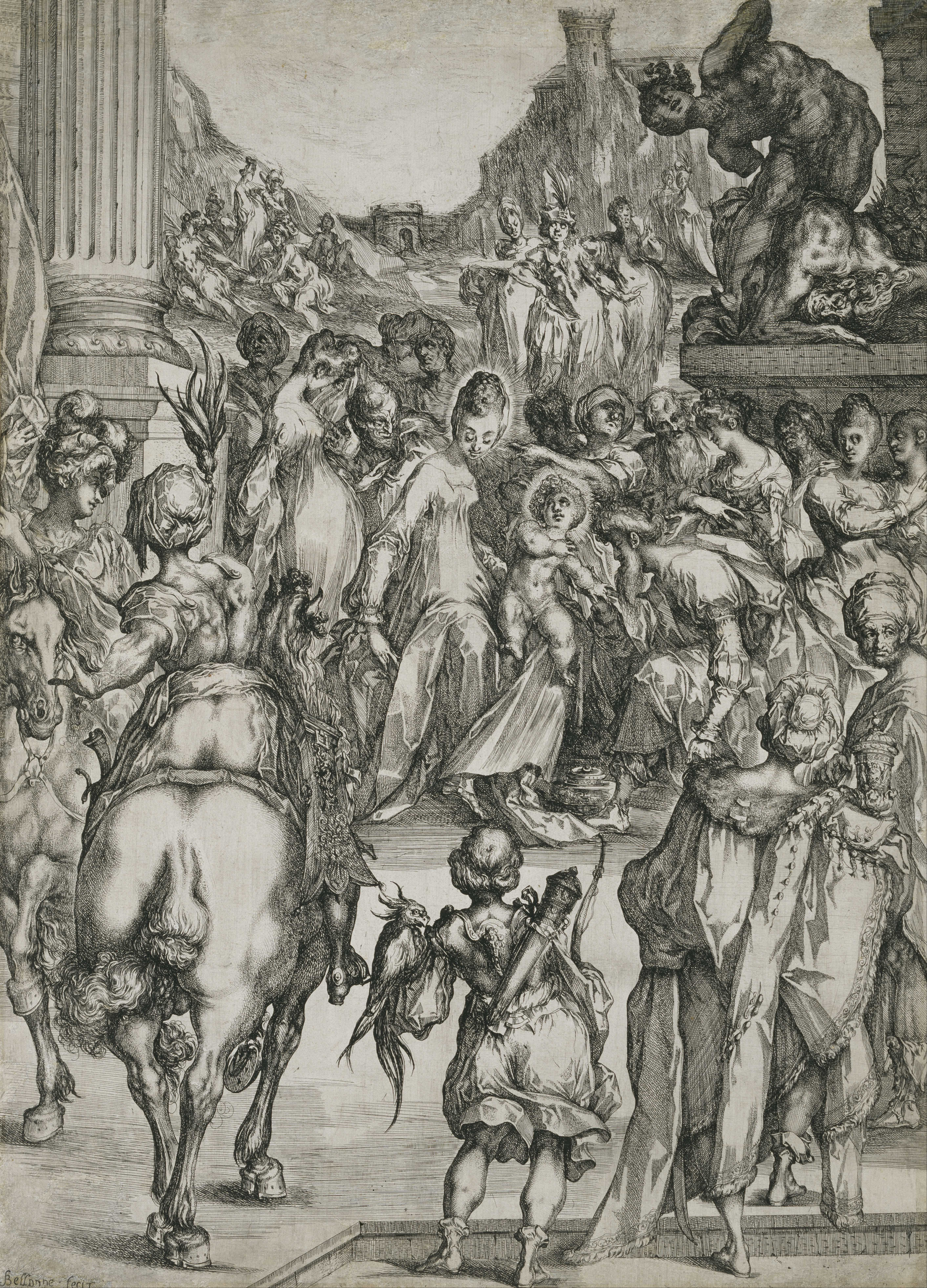
Жак Белланж. «Поклоніння волхвів»
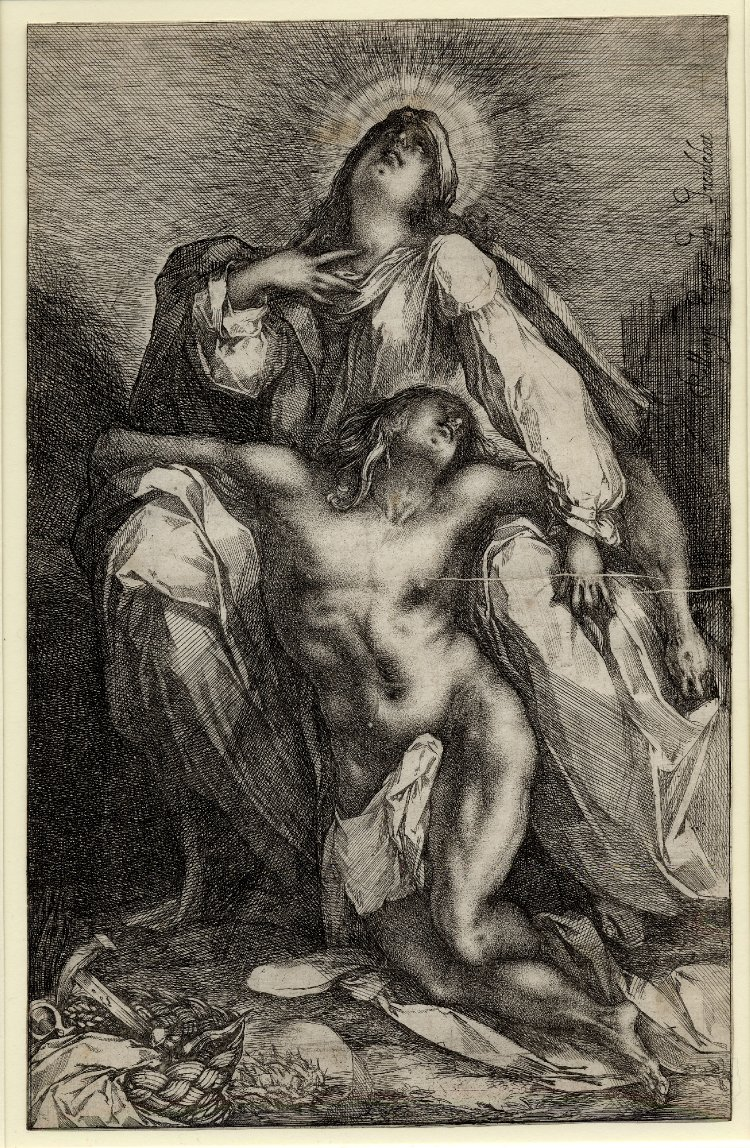
Жак Белланж. «Оплакування Христа»
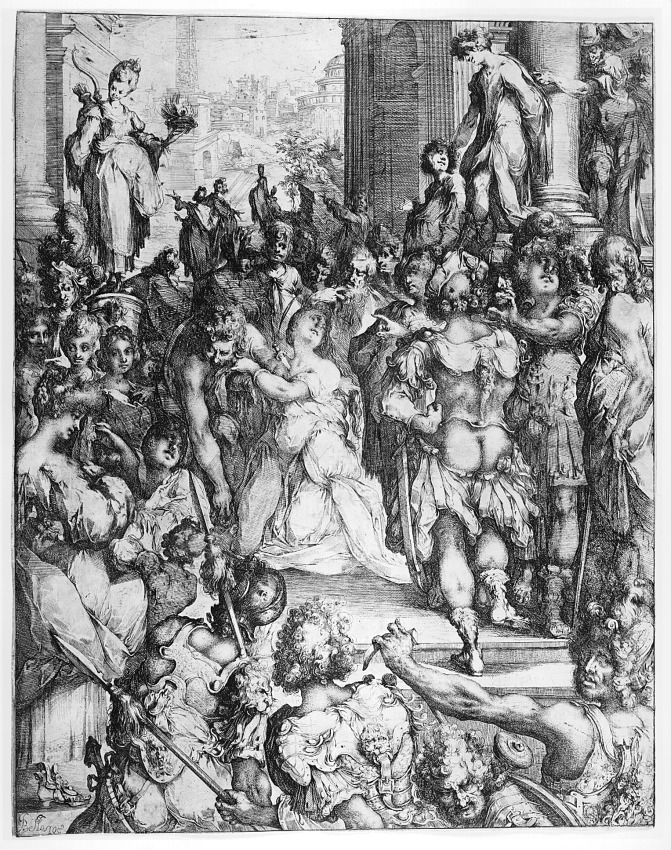
Жак Белланж. «Мучеництво св. Лючії»